# Meijel
Meijel (anhörenⓘ) ist ein Ort und eine ehemalige Gemeinde in der niederländischen Provinz Limburg. Die Einwohnerzahl beträgt etwa 6440 (Stand: 1. Januar 2024). Der Ort hat eine Fläche von 19,96 km², davon sind 0,24 km² mit Wasser bedeckt. Am 1. Januar 2010 wurde Meijel zusammen mit Helden, Kessel und Maasbree zur neuen Gemeinde Peel en Maas zusammengeschlossen.
In den 1930er Jahren wurde in der Nähe die Festung Vossenberg errichtet.
Der Radweg Fietsallee am Nordkanal verläuft durch den Ort.

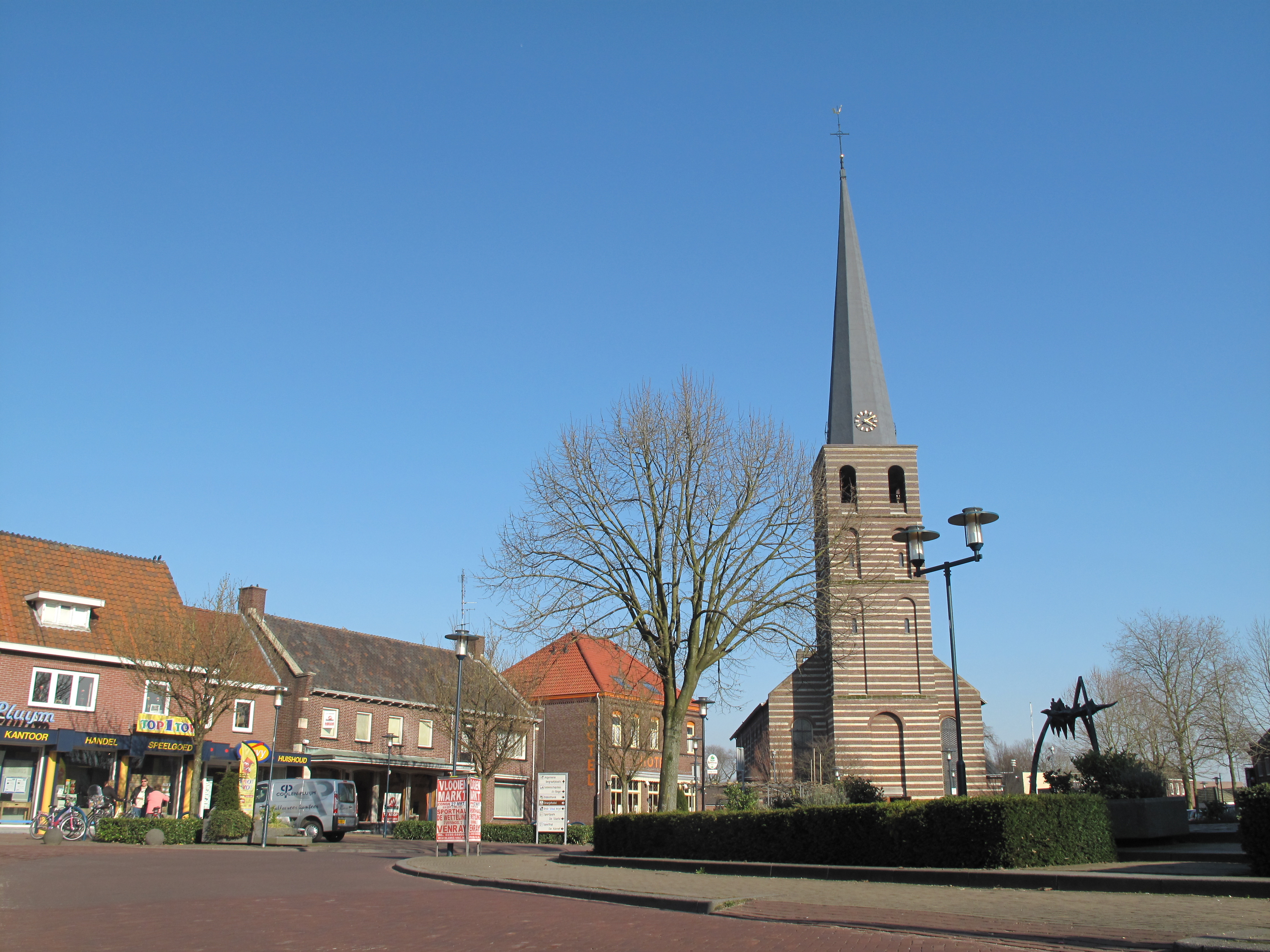
Meijel, Kirche: Sint Nicolaaskerk

## Politik

### Sitzverteilung im Gemeinderat
Bis zur Auflösung der Gemeinde ergab sich seit 1982 folgende Sitzverteilung:
| Partei                    | Sitze | Sitze | Sitze | Sitze | Sitze | Sitze | Sitze |
| Partei                    | 1982  | 1986  | 1990  | 1994  | 1998  | 2002  | 2006  |
| ------------------------- | ----- | ----- | ----- | ----- | ----- | ----- | ----- |
| Fractie Werknemers Meijel | 3     | 2     | 2     | 2     | 2     | 3     | 5     |
| PvdA                      | —     | —     | 2     | 2     | 2     | 3     | 5     |
| CDA                       | —     | 5     | 5     | 5     | 3     | 2     | 3     |
| VVD                       | —     | —     | —     | —     | 2     | 5     | 2     |
| Meijelse Volkspartij      | 3     | 3     | 2     | 2     | 2     | 1     | 1     |
| Nééj Pertéej a b          | 1     | 1     | —     | —     | —     | —     | —     |
| Lijst Van Dessel c        | 3     | —     | —     | —     | —     | —     | —     |
| Agrarische Fractie c      | 1     | —     | —     | —     | —     | —     | —     |
| Lijst Van Bree            | 0     | —     | —     | —     | —     | —     | —     |
| Gesamt                    | 11    | 11    | 11    | 11    | 11    | 11    | 11    |